# 투르크메니스탄의 경제
투르크메니스탄의 경제는 2014년 탄화수소 가격 하락에서 회복세를 이어가고 있지만, "일부 저유가와 2016년~2019년 러시아에 대한 가스 수출 중단, 흉년이 몰아쳐 독립 직후 이후 최악의 경제 위기에 처해 있다"고 말했다. 구르반굴리 베르디무하메도프 대통령은 2021년 3월 11일 각료회의에서 GDP 성장률이 만족스럽지 못하다고 말했다. 그는 2021년 정부 예산안을 논의할 때 2021년은 2020년처럼 "어렵다"고 말했다.
투르크메니스탄은 대부분 관개 지역의 농업이 집중되고 거대한 가스와 석유 자원이 있는 사막 국가이다. 천연가스 매장량은 2020년 기준으로 세계 4위다. 투르크메니스탄의 2대 농업 작물은 대부분 수출용으로 생산되는 목화와 국내에서 소비되는 밀이다. 투르크메니스탄은 세계 10대 면 생산국 중 하나이다.
1998년부터 2005년까지, 투르크메니스탄은 천연가스에 대한 적절한 수출 경로 부족과 광범위한 단기 대외 부채에 대한 의무로 어려움을 겪었다. 그러나 이와 동시에 2003년부터 2008년까지 총 수출액이 연평균 15%가량 증가했는데, 이는 국제 유가와 가스 가격 상승의 영향이 컸다. 소련 시대와 마찬가지로 중앙 계획과 국가 통제가 시스템에 만연했고 사파르무라트 니야조프 정부(1991년~2006년)는 시장 개혁 프로그램을 일관되게 거부했다. 국가는 1990년대 초부터 2019년까지 다양한 상품과 서비스에 보조금을 지급했다. 구르반굴리 베르디무하메도프 대통령은 2007년 당선된 이후 자국 내 이중환율을 통일하고 화폐단위를 바꾸고 휘발유에 대한 국고보조금을 줄이며 카스피해 관광특구(아와자) 개발에 착수했다.
투르크메니스탄은 2009년부터 고정환율을 유지하고 있다. 그 해에 1달러 대 2.85 투르크메니스탄 마나트로 책정되었다. 2015년 1월 1일, 공식 환율은 1달러에서 3.50 투르크메니스탄 마나트로 변경되었다. 다만 2021년 2월 현재 암시장 환율은 달러당 29~30마나트 안팎으로 요동치고 있다. 4월 중순 현재 암시장 마나트-달러 환율은 달러당 40마나트로 떨어졌다.

## 재정 정책
정부 예산은 "예산제도에 관한 법률"에 따라 개발 및 집행된다. 이 법은 경영진과 예산체계 운영의 법적 기반을 고치고, 모든 단계의 예산간 상호관계를 규제한다. 투르크메니스탄 정부는 주 예산안을 논의하여 투르크메니스탄의 대통령에게 제출한다. 투르크메니스탄의 대통령은 회계연도가 시작되기 한 달 전에 주 예산안을 투르크메니스탄 의회에 제출하여 심의와 채택을 요구했다. 재정부는 국가 재정을 책임진다.
정부가 추경 자금을 많이 쓰기 때문에 예산 통계가 신뢰성이 떨어진다. 투르크메니스탄 정부의 2021년 예산은 총 795억 마나트로 2020년 843억 9,000만 마나트, 2017년 1,035억 7,000만 마나트에 비해 감소했다. 2021년 지출예산은 721억 마나트로 책정됐다.
투르크메니스탄 중앙은행은 투르크메니스탄의 마나트 공급을 통제하고 있지만 자금 공급에 관한 자료는 공개하지 않고 있다.
중앙은행은 현금 없는 거래를 장려한다. 2020년 1~4월 체크카드 사용 현금리스 거래량은 2019년 같은 기간에 비해 3배 이상 증가한 19억 마나트를 조금 밑돌았다. 현금에서 전자 결제로의 전환은 문제가 없는 것이 아니었다. 현금 자동 입출금기의 현금 부족과 판매 지점에서의 카드 결제 시설의 부적절한 가용성이 보고되었다.
적어도 한 비정부 기구는 투르크메니스탄 경제를 도둑정치라고 공공연하게 비난했다.

## 산업
구소련 시대에 투르크메니스탄의 산업 부문은 경공업의 피해를 입은 연료와 면화 가공 산업에 의해 점점 더 지배되어 왔다. 1991년부터 2004년까지 약 14개의 면화 가공 공장이 새로 문을 열면서 국내 생산 면화 가공 능력이 대폭 향상되었다. 건설업은 민간주택 건설의 우선순위가 낮기 때문에 주로 정부 건설사업에 의존한다.

## 무역
투르크메니스탄의 가장 중요한 수출품은 천연가스이며, 중국에 파이프라인을 통해 전달되고 러시아에 전달되는 양은 적다. 중국 세관 자료에 따르면 중국산 천연가스 수입액 감소와 탄화수소 가격 하락이 겹치면서 투르크메니스탄산 천연가스 수입액은 2019년 86만 602만 2,768달러에서 2020년 607만 165,273달러로 떨어졌다. 원유와 정유제품이 2019년 수출에서 30억 달러를 더 차지했고, 면직물이 1억 2,360만 달러를 차지했다. 2019년 수입품 중 주요 범주는 기계류(15억 달러), 모금속류(9억 6830만 달러), 화학류(6억 8,230만 달러), 자동차류(4억 5,350만 달러), 플라스틱과 고무제품(3억 4,290만 달러)이다.